# Chaetonotus soberanus
Chaetonotus soberanus är en djurart som tillhör fylumet bukhårsdjur, och som beskrevs av Luis E. Grosso och Dragh 1983. Chaetonotus soberanus ingår i släktet Chaetonotus och familjen Chaetonotidae. Inga underarter finns listade i Catalogue of Life.